# Ezker Batua-Berdeak
Ezker Batua-Berdeak (EB-B) va ser una organització política basca que va ser referent d'Esquerra Unida (IU) des de la seva fundació el 1986 fins al 2011, moment en el qual es va consumar una ruptura entre els partidaris del llavors coordinador Mikel Arana, i els de l'anterior coordinador Javier Madrazo. Els primers van constituir posteriorment Ezker Anitza com a continuació d'EB-B, mentre que l'altre sector va conformar Ezkerra Berdeak.

## Història
Com la seva germana a nivell estatal, neix el 1986 producte de la plataforma conjunta que demana el NO en el referèndum d'entrada d'Espanya a l'OTAN. Sorgeix com una coalició de partits polítics composta per EPK/PCE (federació basc-navarresa del PCE), PASOC (Partit d'Acció Socialista), IR (Izquierda Republicana) i PCV (Partit Comunista Basc). Amb el temps passa a definir-se com un moviment sociopolític, i a associar-se amb altres grups polítics i organitzacions i col·lectius que es defineixin com a militants de l'esquerra transformadora basca, al mateix temps que alguns dels partits fundadors, com Izquierda Republicana, es desvinculen del projecte.
La seva denominació en un primer moment era Izquierda Unida. Més tard va afegir al nom oficial la seva versió en euskera (Ezker Batua), amb el que les sigles van passar a ser IU-EB. Amb l'entrada de Berdeak (Els Verds) en l'organització, va passar a emprar la denominació Esquerra Unida/Ezker Batua-Berdeak, denominació que es va seguir usant després de la sortida del grup ecologista (últimament "Berdeak", el grup d'"Els Verds", es presenta a eleccions amb veu pròpia). En la VI Assemblea, celebrada en juliol de 2004, l'organització va adoptar el nom oficial de Ezker Batua - Berdeak.
Ezker Batua-Berdeak ha tingut els següents Coordinadors Generals: 
- Rafael Simón, triat en la I assemblea.
- Paco Doñate, en la II assemblea.
- Enrique Gonzalez, en la III assemblea.
- Javier Madrazo, en les IV, V i VI assemblees.
- Mikel Arana, en la VII assemblea.

Des del 2001, aquesta organització forma part del Govern Basc al costat de Partit Nacionalista Basc i Eusko Alkartasuna. A les eleccions al Parlament Basc de 2005 va conservar un diputat per territori històric (tres en total: Oskar Matute, Antton Karrera i Kontxi Bilbao), no registrant una pèrdua percentual significativa de vots. Amb l'oposició de sectors pròxims al EPK/PCE i altres sectors anteriorment vinculats a Madrazo, la reentrada d'EB en el govern va ser ratificada internament en 2005 en un referèndum als i les afiliades; aquest referèndum va ser criticat pels sectors contraris a la reedició del tripartit per considerar que va ser convocat amb falta de transparència i d'informació. Destacable és la llarga durada del mandat de Javier Madrazo com a Coordinador General. En la VII Assemblea, celebrada el març de 2009, Mikel Arana fou escollit nou coordinador general.

## Ideologia
Ezker Batua-Berdeak establia com a objectiu transformar gradualment el vigent sistema capitalista econòmic, social i polític en un sistema socialista democràtic fonamentat en els principis de justícia, igualtat i solidaritat, i aspirava a un Estat espanyol federal i republicà com a forma d'organització a través del seu pla de "Federalisme de Lliure Adhesió" (FLA).
Aquesta organització es va posicionar en contra de la violència d'ETA, a favor del dret d'autodeterminació dels pobles, així com de la fi de la dispersió dels presos bascos. Va defensar un "sí crític" a la Proposta de Nou Estatut Polític d'Euskadi (conegut com a "Pla Ibarretxe"), que aprovés per unanimitat el ple del Consell de Govern Basc el 25 d'octubre de 2003, i entre les seves iniciatives de Govern es trobava la Llei de Parelles de fet i la Llei del Sòl, aprovada al Parlament Basc al juny de 2006.

## Acció de govern
Ezker Batua-Berdeak va accedir a la Conselleria d'Habitatge i Assumptes Socials del Govern Basc després dels comicis autonòmics de 2001 i la conformació del govern tripartitt. Entre altres iniciatives, el Departament d'Habitatge encapçalat per Javier Madrazo va instaurar els sortejos davant notari per a les adjudicacions d'habitatge protegit, ja que abans eren els mateixos promotors qui les adjudicaven personalment. A més, es va establir que les VPO mantinguessin indefinidament la seva qualificació d'habitatge protegit. El 30 de juny de 2006 el Parlament va aprovar la primera Llei basca del Sòl de la democràcia, que obliga a fer reserves d'habitatge protegit en un 75% per al sòl urbanitzable. El Govern central havia donat llum verda el 26 de maig a un avantprojecte de llei del sòl que exigiria reserves del 25%. La llei basca va comptar amb el vot dels grups parlamentaris de PSE-EE, Aralar, EA i PNB a més de la mateixa EB. Ja en l'anterior legislatura EB havia presentat un primer projecte de Llei del Sòl que no va comptar amb majoria parlamentària suficient. L'última proposta del Departament d'Habitatge d'instaurar una taxa diària de nou euros a cada habitatge buit per a promoure el lloguer ha generat un ampli debat social. Tant el PP a través d'algunes veus com la de Alfonso Alonso, o Josu Jon Imaz i altres noms del seu mateix sector dintre del PNB com José Luis Bilbao han criticat durament la proposta, mentre que la Plataforma per un Habitatge Digne i el EGK (Consell de la Joventut d'Euskadi) l'han vist amb bons ulls.

## Resultats electorals

### Parlament Basc
| Any  | Líder                  | Vots        | %     | Escons | +/- | Govern             |
| ---- | ---------------------- | ----------- | ----- | ------ | --- | ------------------ |
| 1986 | Rafael Simón           | 6.750 (#8)  | 0,59% | 0 / 75 | Nou | Extraparlamentari  |
| 1990 | Francisco Doñate       | 14.440 (#7) | 1,42% | 0 / 75 | =   | Extraparlamentari  |
| 1994 | Javier Madrazo         | 93.291 (#6) | 9,15% | 6 / 75 | 6   | Oposició           |
| 1998 | Javier Madrazo         | 71.064 (#6) | 5,68% | 2 / 75 | 4   | Oposició           |
| 2001 | Javier Madrazo         | 78.862 (#5) | 5,58% | 3 / 75 | 1   | Oposició (2001)    |
| 2001 | Javier Madrazo         | 78.862 (#5) | 5,58% | 3 / 75 | 1   | Coalició (2001-05) |
| 2005 | Javier Madrazo         | 65.023 (#5) | 5,37% | 3 / 75 | =   | Coalició           |
| 2009 | Javier Madrazo         | 36.373 (#6) | 3,47% | 1 / 75 | 2   | Oposició           |
| 2012 | Raquel Modubar Álvarez | 17.345 (#7) | 1,54% | 0 / 75 | 1   | Extraparlamentari  |

### Eleccions generals
| Any  | Vots         | %     | Diputats | +/- |
| ---- | ------------ | ----- | -------- | --- |
| 1986 | 13.690 (#7)  | 1,25% | 0 / 21   | Nou |
| 1989 | 33.323 (#8)  | 3,01% | 0 / 21   | =   |
| 1993 | 75.572 (#6)  | 6,31% | 0 / 19   | =   |
| 1996 | 116.133 (#5) | 9,21% | 1 / 19   | 1   |
| 2000 | 62.293 (#5)  | 5,45% | 0 / 19   | 1   |
| 2004 | 102.342 (#4) | 8,20% | 0 / 19   | =   |
| 2008 | 50.403 (#4)  | 4,46% | 0 / 18   | =   |
| 2011 | 43.717 (#5)  | 3,69% | 0 / 18   | =   |